# Sahuní
Els Sahuní van ser una família de nakharark (nobles) d'Armènia que tenien el seu feu hereditari situat a la comarca del Sahuniq, a la Sofene.